# الثعلب والحرباء (فلم)
الثعلب والحرباء هو فيلم مصري عرض عام 1970، بطولة فريد شوقي وناهد شريف وعادل أدهم، ومن إخراج حسام الدين مصطفى.

## قصة الفيلم
تمكن ناجي وعزيز وكامليا من ثقب سقف محل للمجوهرات وسرقة حقيبة مليئة بالمجوهرات ثم غدر ناجي بعزيز وسلمه للبوليس وماطل كاميليا في نصيبها. كانت لناجي علاقة بعاملة محله للطيور نشوى، وسبق له أن سلب الجرسونة سهير شرفها وماطلها في الزواج، وهو متزوج من أميره وعلى غير وفاق معها أما خامس علاقاته النسائية فكانت مع نانا صاحبة محل الأزياء والتي ترغب في النصب عليه والاستيلاء على حقيبة المجوهرات. قتل ناجي وسرقت شنطة المجوهرات على يد إحدى النساء الخمس كامليا التي اشتركت معه في السرقة ولم تأخذ نصيبها، نشوى التي وعدها بالزواج، نانا التي تريد النصب عليه، سهير التي حملت منه ورفض زواجها، وأخيرا أميره التي تود الخلاص منه. تقابل المقدم ظريف مع عزيز بالسجن وعرف منه علاقته بناجي فحاول مقابلة النساء الخمس حتى تمكن من معرفة القاتلة الحقيقية واستعادة المجوهرات.

## طاقم التمثيل
- فريد شوقي: (المقدم إسماعيل / ظريف)
- ناهد شريف: (كاميليا)
- عادل أدهم: (ناجي بركات)
- حبيبة: (نانا)
- إبراهيم خان: (عزيز)
- نادية الجندي: (أميرة)
- راوية عاشور: (سهير)
- توفيق الدقن: (سجين)
- سهام فتحي: (نشوى)
- كنعان وصفي: (مجرم مساعد)
- سمير ولي الدين: (شاويش السجن)
- محمد أبو حشيش: (شاويش)
- نصر سيف: (سجين)
- فايق بهجت: (شاويش القسم)
- أحمد شوقي: (ضابط)
- قيس عبد الفتاح: (صديق أميرة)

## فريق العمل
- إخراج: حسام الدين مصطفى
- قصة: منى الأمير
- سيناريو: حسام الدين مصطفى
- حوار: مجدى فريد
- مدير التصوير: علي خير الله
- مونتاج: حسين أحمد
- إنتاج: هيسام فيلم
- توزيع: هيمن فيلم

## روابط خارجية
- مقالات تستعمل روابط فنية بلا صلة مع ويكي بيانات